# Українські дерев'яні храми
«Українські дерев'яні храми» — книжка українського архітектора В. В. Вечерського, що розповідає про дерев'яні храми України.
Рецензент — М. М. Дьомін, архітектор, доктор архітектури (1988), професор (1990), завідувач кафедри міського будівництва Київського національного університету будівництва і архітектури.

## Анотація
У книжці висвітлено історико-мистецький феномен всесвітньо-історичного значення, який, на жаль, невблаганно відходить у минуле просто на очах нашого покоління, — українську дерев'яну архітектуру, та про її найвище досягнення — український дерев'яний храм.
За висновками авторитетних учених із різних країн (Баністер Флетчер, Девід Бакстон, Йозеф Стржиґовський та інші), наше дерев'яне церковне зодчество не має аналогів у народів світу. Не схоже воно, зокрема, й на те, що є в сусідів — поляків, словаків, росіян. У розвідці йдеться про найзнаменитіші дерев'яні храми України, про цікаві події минувшини та видатних людей, пов'язаних із цими шедеврами, про збереження та реставрацію останніх, про наші вітчизняні музеї просто неба, які є чи не єдиним засобом урятувати такі пам'ятки. Книжка розбиває усталене уявлення, ніби унікальні дерев'яні храми були і є тільки в Карпатах, — насправді вони трапляються по всій території України.

## Зміст
- Вступ
- Розділ 1. Українська дерев'яна архітектурая
  - Що таке архітектура
  - Традиції української дерев'яної архітектури
  - Дерев'яні церкви
  - Чим ми відрізняємося від інших народів
- Розділ 2. Православний храм як модель християнського світу
- Розділ 3. Будівничі й меценати
- Розділ 4. Місцеві особливості й архітектурні школи
- Розділ 5. Карпатські дерев'яні храми
- Розділ 6. Козацькі церкви
- Розділ 7. Нестримна жага руйнування
  - Вандалізм
  - Мартиролог знищених храмів
  - Вандалізм часів незалежності
  - Чи можна відтворити те, що не піддається відтворенню?
- Розділ 8. Дослідники, оборонці, подвижники
- Розділ 9. Музеї просто неба
  - Київ. Музей народної архітектури та побуту України
  - Київська область, Переяслав. Музей народної архітектури та побуту
  - Музей народної архітектури та побуту у Львові
  - Закарпатський музей народної архітектури та побуту в Ужгороді
  - Чернівецький обласний музей народної архітектури та побуту
- Рекомендована література
- Словничок найуживаніших термінів
- Радимо відвідати